# Sandy West
Sandy West (* 10. Juli 1959 in Long Beach, Kalifornien als Sandra Sue Pesavento; † 21. Oktober 2006 in San Dimas, Kalifornien) war eine US-amerikanische Sängerin, Songwriterin und Schlagzeugerin. Sie war Gründungsmitglied der ausschließlich mit Teenagerinnen besetzten Rockband The Runaways.

## Leben
Sandy West zeigte früh große Begeisterung für das Surfen und Skifahren. Als sie neun Jahre alt war, kaufte ihr Großvater ihr ein Schlagzeug, auf dem sie Rockmusik der 1960er und 1970er Jahre nachspielte. Von der vierten bis zur sechsten Klasse spielte sie als Schlagzeugerin im Orchester der Prisk Elementary School. Im Alter von 13 Jahren war sie das einzige Mädchen in den Bands ihrer Gegend, die auf Teenagerpartys spielten. Sie besuchte die Edison High School im kalifornischen Huntington Beach und spielte in den dortigen Schulbands weiter Schlagzeug.
West war angetrieben von der Idee einer ausschließlich weiblich besetzten Band. Mit 15 Jahren traf sie die Rhythmusgitarristin Joan Jett und den Produzenten Kim Fowley, mit denen sie die Band The Runaways gründete. Bald darauf stießen die Leadgitarristin Lita Ford, Bassistin Jackie Fox und Frontfrau Cherie Currie zur Band hinzu. Die Band bestand von 1975 bis 1979, nahm fünf Studioalben auf und tourte in den Vereinigten Staaten, Europa und Japan. Ihr bekanntestes Lied Cherry Bomb erreichte Platz 1 der japanischen Charts. Nach der Auflösung der Band wollte West ihre Karriere als professionelle Musikerin fortsetzen und spielte mit Bands in Südkalifornien, veröffentlichte das Extended Play The Beat is Back und gründete die Sandy West Band.
Für ihren Lebensunterhalt arbeitete West zu dieser Zeit im Baugewerbe und zeitweilig als Barkeeperin und Tierarzthelferin, aber auch als bewaffnete Geldeintreiberin und Personenschützerin für Drogenkuriere. In dem Dokumentarfilm Edgeplay: A Film About the Runaways, der 2004 von Victory Tischler-Blue, der vorletzten Bassistin der Runaways produziert wurde, sprach West in einem emotionalen Moment über „ihre gefährlichen Abenteuer“: „Vielleicht war das meine selbstzerstörerische Seite. Vielleicht war ich einfach darauf aus, es zu übertreiben. Ich war furchtlos. Du gehst da hin und brichst die Tür von jemandem auf. Die da drin sind bewaffnet, du bist bewaffnet. Du weißt nicht, ob jemand getötet werden wird. […] Einmal musste ich jemandem den Arm brechen. Ein anderes Mal musste ich jemandem eine Pistole in die Kehle stecken und zusehen, wie er sich in die Hose schiss. Und dann schaust Du auf das Geschehen um dich herum und sagst zu dir selbst: ‚Ich wollte doch nur Schlagzeugerin in einer Rockband sein.‘“ In der Folge verbrachte West mehrfach Zeit im Gefängnis.
Als West 2005 wegen Drogenvergehen im Gefängnis einsaß, wurde bei ihr Lungenkrebs diagnostiziert. Am 21. Oktober 2006 starb sie im Alter von 47 Jahren im Kreise ihrer Familie in einem Hospiz in San Dimas. Sie wurde auf dem Friedhof Forest Lawn Memorial Park in Cypress im Grab ihres Vaters zur letzten Ruhe gelegt.
2010 wurde Sandy West in dem Film The Runaways von der Schauspielerin Stella Maeve dargestellt.

## Diskografie
- The Runaways, 1976
- Queens of Noise, 1977
- Waiting for the Night, 1977
- Live in Japan (live), 1977
- And Now… The Runaways, 1978
- I Love Playing with Fire, 1979
- Flaming Schoolgirls („odds-and-sods“ compilation), 1980
- Little Lost Girls, 1981
- Born to Be Bad (early demos compilation), 1993
- Edgeplay: Film About Runaways (Soundtrack), 2004

## Rezeption
Das Magazin Time beschrieb Sandy West in seinem Nachruf als eine „wegweisende Rock-Schlagzeugerin, die mit ihrem körperbetonten Spiel den Punk-Metal-Sound der Runaways prägte“.
Die Zeitung USA Today schrieb zum Tod Wests: „Ihr wildes Schlagzeugspiel war der Motor der einflussreichen 70er-Jahre-Rockband The Runaways“.
Nach Garth Cartwright von The Guardian war „das Schlagzeugspiel von Sandy West […] der Antrieb der weiblichen Rockgruppe The Runaways Mitte der 1970er Jahre“.
Die British Broadcasting Corporation nannte West „eine einflussreiche Musikerin“.
Joan Jett sah in West „eine kaum zu bändigende und energiegeladene Schlagzeugerin. Sie wurde völlig unterschätzt, dabei hatte sie das Kaliber eines John Bonham“ von Led Zeppelin.
Autorin Evelyn McDonnell schrieb: „West […] war ein Kraftpaket und bewies, dass Mädchen genauso hart spielen können wie Jungs.“